# District Bălți (interbellum)
Het district Bălți was een district van koninkrijk Roemenië of Groot-Roemenië. De hoofdstad van het district was Bălți.

## Ligging
Bălți lag in het noordoosten van het koninkrijk, in de regio Bessarabië. Dit district werd later het district Bălți dat een paar jaar later werd opgedeeld in verschillende arrondissementen. Bălți grensde in het westen aan Iași, Botoșani en Dorohoi, in het noorden aan Hotin, in het oosten aan Soroca en Orhei en in het zuiden aan Lăpușna.

## Bestuurlijke indeling
Het district Bălți was weer onderverdeeld in drie bestuurlijke gebieden (plăși): Plasa Fălești, Plasa Râșcani en Plasa Slobozia Bălți. Later werd Plasa Slobozia Bălți opgesplitst in Plasa Bălți, Plasa Cornești, Plasa Glodeni en Plasa Sângerei.

## Bevolking
Volgens cijfers uit 1930 had het district in dat jaar 386.721 inwoners, waarvan 70,1% Roemenen, 12% Russen, 8,2% Joden, 7,6% Oekraïners en enzovoorts waren. Van deze mensen behoorde 89,3% tot de Oosters-orthodoxe Kerk, 8,3% was Mozaïek, 0,8% was rooms-katholiek, enzovoort.

### Urbanisatie
30.570 mensen leefden in 1930 in de steden van Bălți. Daarvan waren 46,5% Joden, 29,0% Roemenen, 17,7% Russen, 2,0% Polen, 1,1% Oekraïners, enzovoorts. Van de mensen in de steden waren 47,1% Oosters-orthodox, 46,6% Mozaïeken, 4,1% Rooms-katholiek, enzovoorts.
Alba · Arad · Argeș · Bacău · Baia · Bălți · Bihor · Botoșani · Brăila · Brașov · Buzău · Cahul · Caliacra · Câmpulung · Caraș · Cernăuți · Cetatea-Albă · Ciuc · Cluj · Constanța · Covurlui · Dâmbovița · Dolj · Dorohoi · Durostor · Făgăraș · Fălciu · Gorj · Hotin · Hunedoara · Ialomița · Iași · Ilfov · Ismail · Lăpușna · Maramureș · Mehedinți · Mureș · Muscel · Năsăud · Neamț · Odorhei · Olt · Orhei · Prahova · Putna · Rădăuți · Râmnicu-Sărat · Roman · Romanați · Sălaj · Satu-Mare · Severin · Sibiu · Someș · Soroca · Storojineț · Suceava · Târnava-Mare · Târnava-Mică · Tecuci · Teleorman · Tighina · Timiș-Torontal · Trei-Scaune · Tulcea · Turda · Tutova · Vâlcea · Vaslui · Vlașca